# Brocardo

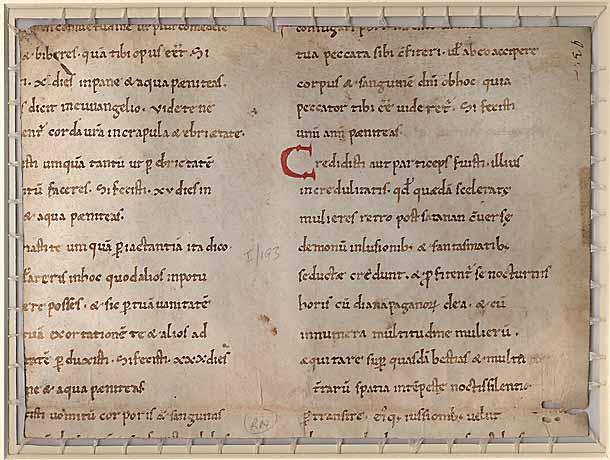
Páginas do Decretum, de Burchard de Worms

Um brocardo (em latim: brocardus) é um princípio ou axioma jurídico, em maior parte escrito em latim, e que expressa concisamente um conceito ou regra maior. A origem da palavra vem da latinização do nome de Burcardo (Burckard ou Burchard), um bispo de Worms, no Sacro Império Romano-Germânico entre os anos 1000 e 1025 e autor de uma compilação de vinte volumes de direito canônico chamada Regulae Ecclesiasticae ("Regras Eclesiásticas"), que incluíam diversas máximas e axiomas.

## Exemplos
Por exemplo, a sentença Inadimplenti non est adimplendum ("A parte não precisa respeitar sua obrigação se a contraparte não respeitar a que lhe cabe."), é usada no Direito Civil para resumidamente indicar um princípio (adotado em alguns sistemas jurídicos) concernente aos contratos sinalagmáticos (bilaterais).
Outros:
Dura lex, sed lex"A lei é dura, mas é lei.". Prega o princípio de que mesmo as leis mais draconianas precisam ser seguidas e cumpridas; se a parte não concorda com a lei, deve então procurar alterá-la, mas não descumpri-la.
Ignorantia juris non excusat"A ignorância da lei não é desculpa.", ou seja, não saber que certa ação ou omissão é proibida pela lei não é desculpa para ninguém. No Direito brasileiro, esse brocardo está positivado na Lei de Introdução às normas do Direito Brasileiro, em seu artigo 3º., e no Código Penal, em seu artigo 21, caput, 1ª parte
In claris non fit interpretatio"No que é claro não cabe interpretação." Quando a regra é claramente inteligível, não há necessidade de que seja interpretada.
Iura novit curia"O juiz conhece a lei.", ou seja, tecnicamente não há necessidade que se explique a lei ou sistema legal a um juiz ou tribunal em qualquer processo ou petição.
Nullum crimen, nulla poena sine praevia lege poenali"O crime é nulo, a pena é nula sem prévia lei que o defina." No Código Penal Brasileiro, esse brocardo é positivado pelos princípios da Anterioridade da Lei e da Reserva Legal ou Legalidade em seu artigo 1º, que prega: "Não há crime sem lei anterior que o defina. Não há pena sem prévia cominação legal."
Pacta sunt servanda"Os pactos devem ser observados", ou "Os contratos devem ser cumpridos" é um dos princípios mais utilizados no Direito, sendo inclusive consagrado no artigo 27 da Convenção de Viena sobre o Direito dos Tratados, que reza: "Todo tratado em vigor obriga as partes e deve ser cumprido por elas de boa-fé.":

Há iniciativas que procuram registros de sua pronúncia autêntica em certos períodos e locais históricos, com a exposição desses brocardos com notações do Alfabeto Fonético Internacional, como o dicionário de brocardos jurídicos latinos Ope Juris que, além de catalogar e explicar brocardos jurídicos latinos, também oferece a pronúncia dessas expressões.